# Коротаєво (Глазовський район)
Корота́єво (рос. Коротаево) — присілок в Глазовському районі Удмуртії, Росія.

## Населення
Населення — 220 осіб (2010; 286 в 2002).
Національний склад станом на 2002 рік:
- удмурти — 94 %

## Урбаноніми[3]
- вулиці — Варизька, Кузебая Герда, Праці